# ليلة موسيقية قصيرة (فلم)
ليلة موسيقية قصيرة (بالإنجليزية: A Little Night Music) هو فيلم موسيقي تم إنتاجه في الولايات المتحدة وألمانيا الغربية وصدر في سنة 1977.

## بطولة
- إليزابيث تايلور

### ترشيحات وجوائز
| السنة | الحدث  | الفئة               | النتيجة  |
| ----- | ------ | ------------------- | -------- |
|       | أوسكار | أفضل موسيقى تصويرية | فـــــوز |

## الميزانية والإيرادات
بلغت تكلفة إنتاج الفيلم حوالي 6 ملايين دولار.

## وصلات خارجية
- مقالات تستعمل روابط فنية بلا صلة مع ويكي بيانات